# Lettisch gambiet
Het Lettisch gambiet of Lets gambiet is in het schaken een variant van de koningspionopening, ingedeeld bij de open spelen.
De beginzetten van dit gambiet zijn: 1.e4 e5 2.Pf3 f5.
Het gambiet valt onder ECO-code C40, de koningspaardopening.
Een drietal Letse schakers, onder wie Karlis Betins, analyseerden deze opening in Riga aan het begin van de 20e eeuw. Het werd ook wel het Grecotegengambiet genoemd, naar de Italiaan Gioachino Greco (1600 - 1634) die deze zet al in de 17e eeuw speelde. Op een FIDE-congres in de dertiger jaren van de 20e eeuw werd deze naam echter officieel veranderd in Lettisch gambiet. Het gambiet geldt als ongunstig voor zwart.